# Tunggulrejo (Jumantono)
Tunggulrejo is een bestuurslaag in het regentschap Karanganyar van de provincie Midden-Java, Indonesië. Tunggulrejo telt 4625 inwoners (volkstelling 2010).